# Myrmecaelurus caudatus
Myrmecaelurus caudatus är en insektsart som beskrevs av Navás 1913. Myrmecaelurus caudatus ingår i släktet Myrmecaelurus och familjen myrlejonsländor. Inga underarter finns listade i Catalogue of Life.